# نیدرکومبد
نیدرکومبد (به آلمانی: Niederkumbd) یک شهر در آلمان است که در راین-هونسروک واقع شده‌است. نیدرکومبد ۲۹۶ نفر جمعیت دارد.